# Mein Opa und die 13 Stühle
Mein Opa und die 13 Stühle ist eine österreichische Filmkomödie aus dem Jahr 1996. Der 1997 ausgestrahlte Fernsehfilm ist die Fortsetzung des Filmes Mein Opa ist der Beste und angelehnt an die Komödie Dreizehn Stühle mit Heinz Rühmann aus dem Jahr 1938 und sehr frei nach dem Roman Zwölf Stühle von Ilja Ilf und Jewgeni Petrow aus dem Jahre 1928. Es handelt sich dabei um eine Koproduktion von dem Österreichischen Rundfunk und WTS Wörthersee-Film von Produzent Karl Spiehs. Die Erstausstrahlung erfolgte am 10. Januar 1997 in der ARD.

## Handlung
Franz Sedlaks Enkelin Sami erhält einen Brief vom Notar, dass sie Universalerbin ihrer Großtante Karoline Weber aus Klagenfurt geworden ist. Als Franz und Sami die Wohnung betreten, entdeckt Franz zuerst ein Porträt seiner verstorbenen Schwester. Danach sehen die beiden, dass die Wohnung bis auf 13 Stühle leer ist. Der Hausmeister erzählt, dass Karoline die teuren Möbel der Mietwohnung verkaufte. Er legt Franz und Sami nahe, die Stühle im Auktionshaus versteigern zu lassen und erhält von Franz den Auftrag, sie zur morgigen Auktion dorthin zu bringen. Am nächsten Tag überreicht der Hausmeister Franz einen Brief von Karoline, den er am Bild fand. In diesem Testament liest Franz, dass Karoline 3.000.000 Schilling (rund 218.000 €) in bar in einen der 13 Stühle eingenäht hat. Die Versteigerung stellt sich nun als großer Fehler heraus und Franz eilt mit Sami in das Dorotheum Klagenfurt, um die Stühle zurückzuerlangen. Franz sieht einen Angestellten Stühle tragen und steigert in einer laufenden Auktion bis auf 10.000 Schilling. An der Kasse stellt sich heraus, dass Franz nicht die Stühle, sondern eine große Gipsskulptur mit Namen „Venus“ ersteigerte. Widerwillig nimmt er diese in Empfang; auf der Straße entgleitet sie ihm und bricht entzwei. Bei Wolfgang Ohr, der ein Kunstgeschäft hat, sucht Franz nun Hilfe. Wolfgang gelangt durch Beziehungen an die Adressen von den neun neuen Besitzern der 13 Stühle. Für Franz und Sami beginnt nun eine mühsame und krampfhafte Suche nach den Millionen.
Bei Oskar Myrna, der sich später als Casinoaufseher erweist, findet sich der erste Stuhl. Damit Sami ihn aufschneiden kann, lenkt Franz Oskar mit dem Kochen ab, was zu einer Explosion in der Küche führt. Der Stuhl enthält kein Geld.
Der nächste Stuhl findet sich bei Opernsänger Sebasta, der ein Problem mit den Stimmbändern hat. Diesen lenkt Franz ab, indem er ihm in den Mund hineinblickt und ihm das Gaumenzäpfchen zeigt. Sami schneidet das Polster auf und findet auch darin nichts. Doch unwissentlich helfen sie dem Sänger, das hohe H zu erlangen, indem er sich auf die Feder des kaputten Stuhls setzt.
Die Suche setzt sich in einem Striptease-Lokal fort, wo Franz Wolfgang trifft. Franz wird unfreiwillig auf die Bühne gerufen und ist sitzend der Stripteasedame behilflich, zugleich schneidet er den Stuhl auf. Dieser ist ohne Inhalt.
Bei Gräfin Wetterstein, die um ihren verstorbenen Kater trauert, finden Wolfgang und Franz die nächsten zwei Stühle. Sie kondolieren der Gräfin und glauben, dass ihr Mann verstorben ist. Die Gräfin erzählt jedoch von den letzten Lebenstagen ihres Katers. In den Stühlen findet sich wiederum nichts.
Nun gelangen sie zu einem Ehepaar, das eine männliche Besetzung einer Theaterrolle sucht. Als Franz und Wolfgang dort aufkreuzen, hält die Herr des Hauses die beiden für Bewerber und seine Gattin Wolfgang für jemanden, der sehr geeignet für die Rolle wäre. Sie probt sofort das Stück, von dem Wolfgang keine Ahnung hat, mit ihm. Währenddessen schneidet Franz die beiden Stühle dort ohne Ergebnis auf.
Die neue Suche führt ins Schloss Porcia. In einem barocken Zimmer sitzen Kleiderpuppen auf den Stühlen. Als Wolfgang und Franz sie aufschneiden wollen, durchquert eine Schlossführung den Raum. Zwei junge Frauen als Nachzüglerinnen halten Wolfgang und Franz für barocke Puppen. Eine der jungen Frauen zieht sich in diesem Raum um, worauf Wolfgang „guckt“ und Franz Schluckauf bekommt und die beiden für bewegliche Puppen gehalten werden. Als die Wahrheit offenbar wird, flüchten die beiden Frauen. In den Stühlen ist wieder nichts.
In einem Fernsehstudio des ORF finden sich die nächsten beiden Stühle. Franz und Sami geben sich als die erwarteten Gäste, ein Tiefseetaucher und seine Assistentin, aus. Doch im Interview kann Franz keine fachlichen Antworten geben. Eine Gegenwehr auf eine Haiattacke simulierend, schneiden die beiden vor laufender Kamera die Stühle auf. Die düperte Regie schaltet ab. Den echten Tauchern vor der Türe überreicht das Opa-Enkelin-Paar die kaputten Stühle.
Den nächsten Stuhl findet Franz im Casino Klagenfurt im Bereich der Automaten. Dort begegnet ihm erneut Oskar. Angstvoll wirft Franz zur Tarnung Münzen in einen Automaten, knackt den Jackpot, merkt aber davon nichts und läuft mit dem Stuhl fort, in dem sich abermals nichts findet.
Der letzte Stuhl findet sich in der Ordination einer psychiatrischen Ärztin. Dieser täuscht Franz eine Stuhlphobie vor. Als sie ihm eine Spritze geben will, simuliert er eine Angstattacke und wirft den bereits aufgeschnittenen Stuhl aus dem Fenster. Dieser fällt auf die Ladefläche eines vorbeifahrenden Lastwagens mit einer Sammlung für das Kinderheim.
Der Abt des geistlich geführten Kinderheims entdeckt das Geld und einen Zettel der Verstorbenen („Dieses Geld möge Glück und Segen bringen“) im Stuhl, ruft alle Kinder zu sich und verkündet, dass er mit den Millionen das Heim ausbauen kann. Diese Szene beobachten Franz und Sami. Franz ist verstört, aber Sami behauptet, dass so ein Heim wichtiger sei, als eine Fahrradfabrik, mit der Franz Sami zu Beginn das Vermögen erklärte. Als sie am Bahnhof Klagenfurt am Ende des Bahnsteiges warten, kommen Wolfgang und Oskar zu ihnen und eröffnen Franz, dass er den Casinojackpot knackte und 4.000.000 Schilling gewonnen hat. Franz schenkt Sami die Millionen, die beiden kaufen sich zwei Rennräder und fahren damit in der Praterhauptallee in Wien.

## Kritik
„Turbulent-anspruchsloser Unterhaltungsfilm in Anlehnung an einen "klassischen" Komödienstoff.“